# دار مير للنشر
دار مير هي دار نشر مصرية، مقرها الحالي في الأسكندرية. مهتمة بنشر الأعمال الأدبية، واكتشاف المواهب الجديدة.

## سياسات الدار
- مير دار نشر تهتم بالشباب، وتعمل أولاً على تحقيق حلم المبدع الشاب في أن يرى النور إبداعه.
- مير هي تجربة جديدة في نشر الكتاب، فهي تنظر إلى الكتاب بعين الفنان من حيث مادته وإخراجه وحتى توزيعه.
- مير لا تضع حدودًا أيديولوجية أو لغوية لإصداراتها، فالقيمة الوحيدة التي تسعى إليها هي جودة العمل من الناحية الفكرية والفنية.

## أهم الإصدارات

### الأعمال الروائية
- الساعات الأخيرة. تأليف: أحمد مراد، عماد حجاب، يمنى حافظ. مصر
- مصانع الخلود. تأليف: هبة الله حسن. مصر
- حالم عبر الأرض. تأليف: نوف الخضر. السعودية
- شتاء القلب. تأليف: إيمان نواف. السعودية

### الأعمال القصصية
- لحم البنات. تأليف: موسى نجيب موسى. مصر
- رجل العواطف يجلس على المقهى ويدخن الشيشة. تأليف: محمد مرسي. مصر
- امرأة منتصف الليل. تأليف: السيد الحداد. مصر
- جوزني شكرًا. تأليف: أحمد متاريك. مصر
- حواس مستعارة. تأليف: إيثار نور. مصر
- عذرية. تأليف: أسماء حسين. مصر

### دواوين الشعر
- ترانيم الحب الأخير. تأليف: محمد غازي. مصر
- اعترافات فتاة عصرية. تأليف: شروق إلهامي. مصر
- أشواق وأشواك. تأليف: محمد إمام. مصر
- الدنيا ليل ونهار. تأليف: محمد إمام. مصر

## وصلات خارجية
- جروب دار مير على فيسبوك  على فيسبوك.
- صفحة دار مير على فيسبوك  على فيسبوك.
- صفحة دار مير على تويتر